# Ошейниковая альциона
Оше́йниковая альцио́на, или ошейниковый зимородок, или ошейниковый красноносый зимородок (лат. Halcyon pileata) — вид птиц семейства зимородковых. Подвидов не выделяют. Распространён в Азии.

## Описание
У птицы длиной 28 см фиолетово-синяя спина, чёрная голова и чёрные плечи, белый затылок и горло и красноватая нижняя сторона. Большой клюв и ноги ярко-красного цвета. В полёте заметны белые пятна на сине-чёрных крыльях. Оба пола похожи, молодые птицы менее красочны. При быстром, прямом полёте короткие закругленные крылья издают свист. Призывный крик — кудахчущее «ки-ки-ки-ки-ки».

## Распространение
Область распространения простирается от Индии до Китая, Кореи и Юго-Восточной Азии. Ошейниковая альциона частично мигрирует, северные популяции зимуют в Таиланде, и на Шри-Ланке, Борнео и Яве.
Предпочитает поросшие деревьями реки и ручьи, пальмы, бамбук, рисовые поля, поросшие лесом побережья.
В России встречается в южном Приморье.

## Поведение и питание
Птица обитает в близких к воде лесах. Из хорошо видимой засады она высматривает крупных насекомых, рыб и лягушек.

## Размножение
В земляном туннеле откладывает от 4 до 5 белых яиц.